# Neteja sollicita
Neteja sollicita är en insektsart som beskrevs av Navás 1914. Neteja sollicita ingår i släktet Neteja och familjen myrlejonsländor. Inga underarter finns listade i Catalogue of Life.